# Felix Tarbuk von Sensenhorst
Felix Tarbuk von Sensenhorst (Vienna, 3 agosto 1893 – Vienna, 1982) è stato un militare austriaco.
Discendeva da una famiglia di origini croate, ed era figlio del feldmaresciallo dell'esercito austro-ungarico Johann Tarbuk von Sesenhorst e di Josefa von Sesenhorst, di aristocratica famiglia tirolese, della quale Johann assunse il predicato una volta nobilitato insieme ai figli; i fratelli di Felix furono Karl, Hans, Robert e Fritz Tarbuk von Sesenhorst.
Tarbuk von Sesenhorst venne educato nella tradizione militare della famiglia presso la Scuola superiore militare di Mährisch-Weisskirchen, frequentata anche da Musil; successivamente si diplomò presso l'Accademia Tecnica Militare di Mödling, dalla quale uscì nel 1913 sottotenente di artiglieria. Durante la prima guerra mondiale servì con l'esercito austro-ungarico in Galizia, distinguendosi nella difesa del ponte sul Prut a Černivci. Promosso tenente, venne assegnato al servizio logistico, dirigendo i lavori per la costruzione di una grande ferrovia che attraversasse il passo del Prislop, in Bucovina, per portare rifornimenti alle truppe austriache.
Tra il 1916 ed il 1917 diresse i lavori per l'edificazione del ponte sulla Vistola presso Dęblin e del viadotto sul Cavalese, in Trentino, entrambi finalizzati al trasporto di truppe e munizioni austriache; il primo fu anche inaugurato dal ministro della guerra, il generale barone Alexander von Krobatin, e che è ancora in funzione. Nel dicembre 1917 Tarbuk von Sesenhorst venne promosso capitano e ricevette l'Ordine imperiale di Leopoldo con il titolo di cavaliere.
Dopo la fine della guerra e la caduta dell'impero asburgico, Tarbuk von Sesenhorst lasciò l'esercito e fu per qualche tempo impiegato presso la banca nazionale austriaca; successivamente si trasferì in Germania e, dopo un periodo lavorativo presso la Deutsche Reichsbank, entrò a far parte dell'Abwehr come ufficiale della Wehrmacht. Tra il 1942 e il 1944 fu distaccato in Italia e diresse il servizio di spionaggio e controspionaggio a Rovereto. Accusato di aver preso parte alla congiura contro Hitler, fu privato dell'incarico ma a causa della mancanza di prove effettive fu lasciato agli arresti domiciliari dalla Gestapo.
Nel 1945 cadde prigioniero dell'esercito britannico, ma venne consegnato ai sovietici e scontò dieci anni di prigionia presso un gulag in Siberia; tornato in Austria fondò l'Holzforschung Austria e per qualche tempo fu colonnello dell'esercito austriaco, divenendo anche direttore tra il 1960 e il 1973 dell'Accademia militare Teresiana di Wiener Neustadt. Morto nel 1982 a Vienna, fu sepolto presso il cimitero militare di Ober St. Veit.

## Onorificenze
- Genealogisches Handbuch des Adels, Adelslexikon Band XIV, Band 131 der Gesamtreihe, C. A. Starke Verlag, Limburg (Lahn) 2003, ISSN 0435-2408 (WC · ACNP)
- Michael Soltikow: Ich war mittendrin. Meine Jahre bei Canaris.; 1986